# Сасово
Сасово (на руски: Сасово) е град в Русия, административен център на Сасовски район, Рязанска област. Населението на града към 1 януари 2018 година е 25 177 души.